# Frizellia gentilia
Frizellia gentilia is een hooiwagen uit de familie Cosmetidae.